# Nectophrynoides cryptus
Nectophrynoides cryptus é uma espécie de sapo da família Bufonidae. Ela é endêmica na Tanzânia. Seu habitat natural são as florestas úmidas tropicais e subtropicais. Está ameaçado pela perda do seu habitat.